# Шмарук, Исаак Петрович
Исаа́к Петро́вич Шмару́к (укр. Ісаак Петрович Шмарук; 9 [22] августа 1910, Нежин, Черниговская губерния, Российская империя — 2 августа 1986, Киев, Украинская ССР, СССР) — украинский советский кинорежиссёр.
Член Союза кинематографистов УССР.

## Биография
Исаак Петрович Шмарук родился 9 [22] августа 1910 года в городе Нежин в Черниговской губернии (ныне Черниговская область Украины).
В 1934 году окончил режиссёрский факультет Киевского института кинематографии.
С 1935 года — ассистент режиссера, второй режиссёр, а затем режиссёр-постановщик Киевской киностудии им. А. П. Довженко. 
Участник Великой Отечественной войны, старший лейтенант. Награждён Орденом Отечественной войны II степени.
В 1954 году получил номинацию на Гран-при 7-го Каннского кинофестиваля за свой дебютный фильм «Судьба Марины», снятый совместно с Виктором Ивченко (картина стала дебютной для актера Леонида Быкова).
Скончался 1 августа 1986 года в Киеве, похоронен на Байковом кладбище.

## Семья
- Жена — Суламифь Моисеевна Цыбульник (1913-1996)
- Сын — Александр Исаакович Шмарук (1938-1987)

## Фильмография
- 1952 — Украденное счастье (фильм-спектакль)
- 1953 — Судьба Марины
- 1955 — Звёзды на крыльях
- 1956 — Без вести пропавший
- 1957 — Правда
- 1959 — Млечный Путь
- 1962 — Сейм выходит из берегов
- 1964 — Фараоны (фильм-спектакль)
- 1966 — Бесталанная (фильм-спектакль); Почему улыбались звёзды (фильм-спектакль)
- 1967 — Свадебные колокола
- 1969 — Рассказы о Димке (новелла «Димка-велогонщик»)
- 1970 — Мир хижинам, война дворцам
- 1971 — Второе дыхание
- 1972 — Вера, Надежда, Любовь
- 1975 — Простые заботы
- 1978 — Голубые молнии
- 1982 — Казнить не представляется возможным
- 1984 — Твоё мирное небо

## Награды
- 1954 — Номинация на Гран-при 7-го Каннского кинофестиваля («Судьба Марины»)
- 1985 — Орден Отечественной войны II степени